# زرنین
زرنین (به آلمانی: Zernien) یک شهر در آلمان است که در نیدرزاکسن واقع شده‌است.

## خصوصیات
زرنین ۵۱٫۵۵ کیلومترمربع مساحت دارد ۱۰۰ متر بالاتر از سطح دریا واقع شده‌است.